# Фаділь Вокрі (стадіон)
Стадіон «Фаділь Вокрі» (алб. Stadiumi Fadil Vokrri, сербохорв. Stadion Fadilj Vokri / Стадион Фадиљ Вокри) — багатофункціональний стадіон, розташований у Приштині, Косово. Місткість стадіону становить близько 16 000 глядачів. Стадіон є домашньою ареною футбольного клубу «Приштина», також на ній проводить свої домашні матчі збірна Косова.

## Історія
Стадіон з'явився в 1922 році і приймав у себе матчі Першої ліги Югославії з 1983 року, коли «Приштина» домоглася виходу в головну футбольну лігу Югославії.
Після закінчення Косовської війни стадіон був реконструйований. У грудні 2007 року американський репер 50 Cent дав концерт на стадіоні, за яким спостерігали близько 30 000 глядачів. Згодом на стадіоні дали концерти американський репер Snoop Dogg і італійський співак Ерос Рамаццотті.
До 2018 року називався просто Міським стадіоном Приштини (алб. Stadiumi i Qytetit, серб. Градски стадион/Gradski stadion). 9 червня 2018 року, в день смерті югославського футболіста і президента федерації футболу Косова Фаділя Вокрі, стадіон був перейменований на його честь.

## Галерея

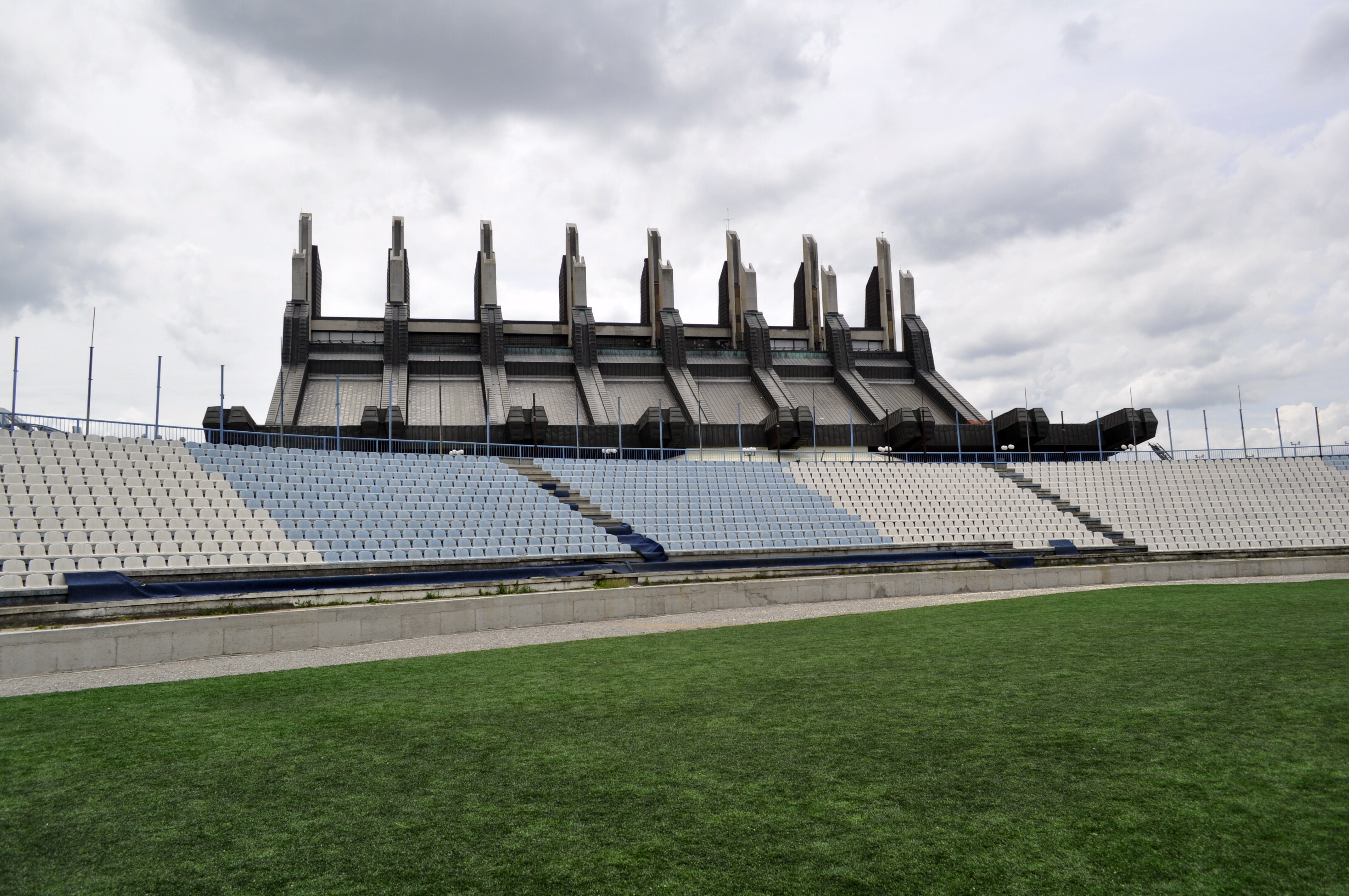
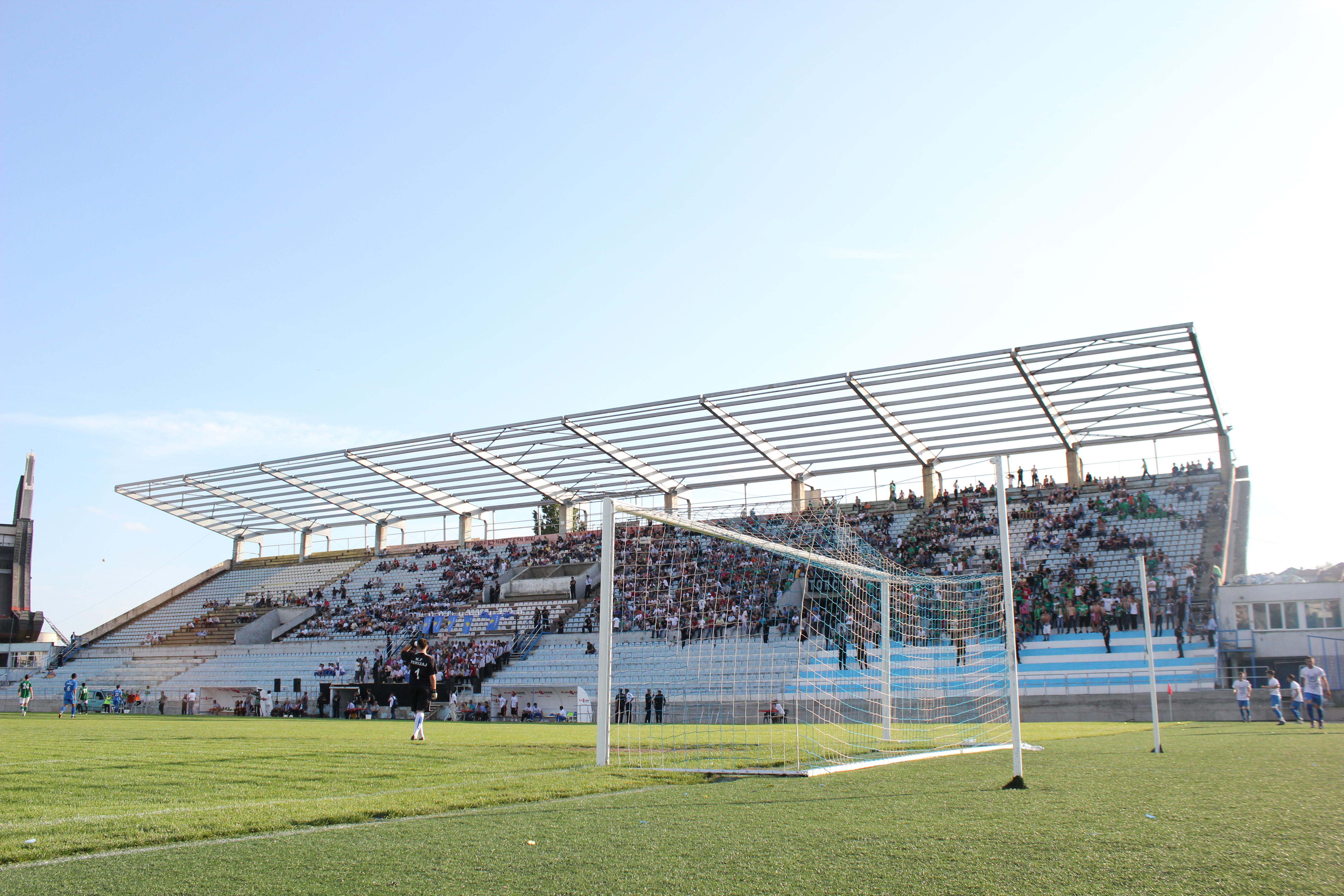
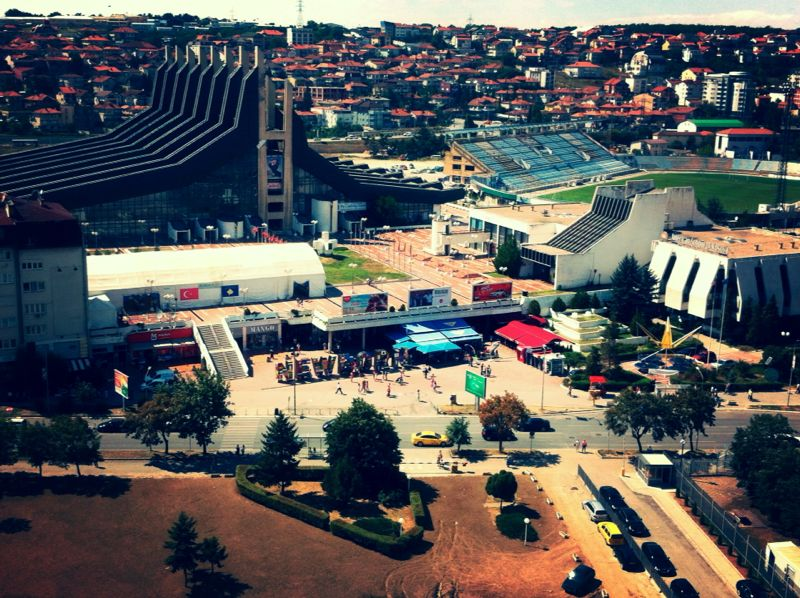